# Катастрофа Ан-12 под Кабулом (1980)
Катастрофа Ан-12 под Кабулом — авиационная катастрофа, произошедшая во вторник 28 октября 1980 года. Военно-транспортный самолёт Ан-12БК авиакомпании «Аэрофлот» (принадлежал Московскому управлению транспортной авиации (Московского транспортного УГА) выполнял грузовой межконтинентальный рейс SU-1531 по маршруту София — Ташкент — Кабул, но при заходе на посадку в пункте назначения экипажу была передана информация о погоде, не соответствующей минимуму по высоте облачности. Вместо ухода на запасной аэропорт пилоты продолжили заход на посадку в аэропорт Кабула при снижении ниже безопасной высоты, установленной требованиями, и в процессе снижения врезался в склон горы Вайси-Карнибаба и разрушился. Погибли все находившиеся на его борту 6 членов экипажа, но по другим данным (в книге Михаила Жирохова «Опасное небо Афганистана») на борту самолёта находились ещё 39 пассажиров и они также погибли.

## Самолёт
Ан-12БК (регистрационный номер СССР-11104, заводской 01347710, серийный 77-10) был выпущен Ташкентским авиационным заводом № 84 24 марта 1971 года и в том же году совершил свой первый полёт. 18 мая того же года был передан Московскому управлению транспортной авиации (Московское транспортное УГА авиакомпании «Аэрофлот». Оснащён четырьмя турбовинтовыми двигателями АИ-20М производства Пермского моторного завода. На день катастрофы совершил 6217 циклов «взлёт-посадка» и налетал 19 130 часов.

## Экипаж
В Ташкенте у рейса 1531 сменился экипаж. Состав нового экипажа рейса SU-1531 из 64-го лётного отряда (Московское УТА) был таким:
- Командир воздушного судна (КВС) — Виктор Васильевич Иванов.
- Второй пилот — Василий Михайлович Колядинцев.
- Штурман — Николай Пахомович Шипулин.
- Бортмеханик-инструктор — Александр Алексеевич Назаров.
- Бортрадист — Александр Степанович Пикалов.
- Бортоператор — Сергей Николаевич Семечкин.

## Хронология событий
28 октября 1980 года экипаж командира Иванова, принявший Ан-12БК борт СССР-11104 в Ташкенте, должен был продолжить грузовой рейс SU-1531, который проходил по маршруту София—Ташкент—Кабул и (в рамках данного рейса) совершить второй отрезок маршрута (Ташкент—Кабул). Как указано в книге Михаила Жирохова «Опасное небо Афганистана», на борту самолёта помимо 6 членов экипажа находились ещё 39 пассажиров.
Рейс SU-1531 вылетел из Ташкента в 09:34 (местное время, соответствует UTC+6). Прогноз погоды в аэропорту Кабул с 01:30 до 10:30 предусматривал облачность 3 балла, слоисто-кучевая, кучевые облака высотой 900 метров, 3 балла средней высотой 3000 метров и ветер 360° 3-5 м/сек. Постепенно прогноз погоды изменился — облачность 4 балла слоисто-кучевая высотой 900 метров, 5 баллов высотой 3000 метров, 6 баллов высотой 6000 метров, видимость 9000 метров. Прогноз погоды по маршруту на эшелоне FL230 (7000 метров) предусматривал ветер 24 040 км/ч, без каких-либо опасных явлений.
В 09:44 экипаж вышел на приводную радиостанцию КБ на высоте 7220 метров. Бортовой самописец МСРП-12-96 зафиксировал, что снижение с высоты 7250 метров было начато за 15 минут и 5 секунд до конца записи и характеризуется переменной вертикальной скоростью от 0 до 8 м/сек. Авиадиспетчер дал пилотам рейса 1531 команду выполнять полёт в зоне ожидания над приводом КБ. В дальнейшем экипажу было разрешено занятие эшелонов FL200 (6100 метров) и FL180 (5500 метров) с последующим снижением до эшелона FL95 (2900 метров). В 09:55 авиадиспетчер передал экипажу информацию, что погода не соответствует минимуму по высоте облачности, но пилоты рейса 1531 вместо прекращения снижения, занятия безопасной высоты и следования на запасной аэропорт продолжили снижение ниже безопасной высоты, установленной требованиями. В 10:00 экипаж доложил о том, что они летят на высоте 9500 футов и продолжают снижение, при этом не наблюдая аэропорта. Авиадиспетчер сообщил: Сохраняйте 9500 футов, доложите, когда увидите аэродром. Пилоты подтвердили полученную информацию.
В 10:02, в процессе снижения ниже безопасной высоты, находясь в районе третьего разворота, рейс SU-1531 врезался в гору Вайси-Карнибаба. Фактическая погода в момент катастрофы была следующей — дождь, облачность 6 баллов слоисто-кучевая, высотой 1050 метров, 10 баллов; высокослоистые облака высотой 3000 метров; ветер 80° 3 м/сек; видимость более 9 километров. В момент катастрофы самолёт лобовым ударом врезался в широкую расщелину у подножия скал высотой 100—150 метров с азимутом 123° на высоте 1010 метров над уровнем аэропорта (2800 метров над уровнем моря) и взорвался, полностью разрушился и сгорел, а его обломки скатились вниз по склону (их разброс составил 250x80 метров). Данных о перевозимом грузе на борту рейса SU-1531 комиссии не было представлено, но самой комиссией на месте катастрофы были обнаружены обгоревшие обрывки форменной одежды. Бортовой самописец МСРП-12-96 зафиксировал, что на последнем участке полёта (за 25-30 секунд до катастрофы) вертикальная скорость снижения была 0,5 м/сек и самолёт находился в левом развороте. Место падения самолёта было обнаружено с воздуха через 7 дней после катастрофы (4 ноября) в 11:30, останков членов экипажа из-за полного разрушения самолёта и скалистой местности с отвесными склонами обнаружить так и не удалось. В катастрофе погибли все 6 членов экипажа, но по другим данным (в книге Михаила Жирохова «Опасное небо Афганистана») погибли 45 человек — 6 членов экипажа и 39 пассажиров.

## Расследование
Комиссией было установлено, что причиной катастрофы рейса SU-1531 стали ошибочные действия экипажа (заход на посадку в аэропорту Кабул проходил в погодных условиях ниже установленных требованиями и сам заход на посадку проходил ниже безопасной высоты).
Также комиссия установила, что сопутствующим фактором катастрофы стали сложные погодные условия.

## Культурные аспекты
Краткое описание катастрофы рейса 1531 есть в книге Михаила Жирохова «Опасное небо Афганистана».

### Комментарии
1. ↑  Здесь и далее указано местное время[англ.] (соответствует UTC+6)